# Skoki do wody na Mistrzostwach Świata w Pływaniu 2023
Zawody w skokach do wody na 20. Mistrzostwach Świata w Pływaniu odbyły się w dniach 14 – 22 lipca 2023 na Pływalni prefektury Fukuoka. Łącznie zostało rozegranych 13 konkurencji.

## Medaliści

### Mężczyźni
| Konkurencja                               | Złoto                             | Złoto  | Srebro                                           | Srebro | Brąz                                    | Brąz   |
| Konkurencja                               | Zawodnik                          | Wynik  | Zawodnik                                         | Wynik  | Zawodnik                                | Wynik  |
| Trampolina 1 m (szczegóły)                | Peng Jianfeng · Chiny             | 440,45 | Osmar Olvera · Meksyk                            | 428,85 | Zheng Jiuyuan · Chiny                   | 418,30 |
| Trampolina 3 m (szczegóły)                | Wang Zongyuan · Chiny             | 538,10 | Osmar Olvera · Meksyk                            | 507,50 | Long Daoi · Chiny                       | 499,75 |
| Wieża 10 m (szczegóły)                    | Cassiel Rousseau · Australia      | 520,85 | Lian Junjie · Chiny                              | 512,35 | Yang Hao · Chiny                        | 504,00 |
| Trampolina 3 m synchronicznie (szczegóły) | Chiny · Long Daoi · Wang Zongyuan | 456,33 | Wielka Brytania · Anthony Harding · Jack Laugher | 424,62 | Francja · Jules Bouyer · Alexis Jandard | 389,10 |
| Wieża 10 m synchronicznie (szczegóły)     | Chiny · Yang Hao · Lian Junjie    | 477,75 | Ukraina · Kiriłł Boliuch · Ołeksij Sereda        | 439,32 | Meksyk · Kevin Berlín · Randal Willars  | 434,16 |

### Kobiety
| Konkurencja                               | Złoto                             | Złoto  | Srebro                                                     | Srebro | Brąz                                                   | Brąz   |
| Konkurencja                               | Zawodniczka                       | Wynik  | Zawodniczka                                                | Wynik  | Zawodniczka                                            | Wynik  |
| Trampolina 1 m (szczegóły)                | Lin Shan · Chiny                  | 318,60 | Li Yajie · Chiny                                           | 306,35 | Aranza Vázquez · Meksyk                                | 285,05 |
| Trampolina 3 m (szczegóły)                | Chen Yiwen · Chiny                | 359,50 | Chang Yani · Chiny                                         | 341,50 | Pamela Ware · Kanada                                   | 332,00 |
| Wieża 10 m (szczegóły)                    | Chen Yuxi · Chiny                 | 457,85 | Quan Hongchan · Chiny                                      | 445,60 | Caeli McKay · Kanada                                   | 340,25 |
| Trampolina 3 m synchronicznie (szczegóły) | Chiny · Chang Yani · Chen Yiwen   | 341,94 | Wielka Brytania · Yasmin Harper · Scarlett Mew Jensen      | 296,58 | Włochy · Elena Bertocchi · Chiara Pellacani            | 285,99 |
| Wieża 10 m synchronicznie (szczegóły)     | Chiny · Chen Yuxi · Quan Hongchan | 369,84 | Wielka Brytania · Andrea Spendolini-Sirieix · Lois Toulson | 311,76 | Stany Zjednoczone · Jessica Parratto · Delaney Schnell | 294,42 |

### Konkurencje mieszane
| Konkurencja                                              | Złoto                                                        | Złoto  | Srebro                                                                     | Srebro | Brąz                                                                        | Brąz   |
| Konkurencja                                              | Zawodniczka / Zawodnik                                       | Wynik  | Zawodniczka / Zawodnik                                                     | Wynik  | Zawodniczka / Zawodnik                                                      | Wynik  |
| Trampolina 3 m synchronicznie par mieszanych (szczegóły) | Chiny · Zhu Zifeng · Lin Shan                                | 326,10 | Australia · Domonic Bedggoot · Maddison Keeney                             | 307,38 | Włochy · Matteo Santoro · Chiara Pellacani                                  | 294,12 |
| Wieża 10 m synchronicznie par mieszanych (szczegóły)     | Chiny · Wang Feilong · Zhang Jiaqi                           | 339,54 | Meksyk · Diego Balleza · Viviana del Ángel                                 | 313,44 | Japonia · Hiroki Ito · Minami Itahashi                                      | 305,34 |
| Konkurs drużynowy (szczegóły)                            | Chiny · Bai Yuming · Zheng Jiuyuan · Si Yajie · Zhang Minjie | 489,65 | Meksyk · Gabriela Agúndez · Jahir Ocampo · Randal Willars · Aranza Vázquez | 455,35 | Niemcy · Christina Wassen · Moritz Wesemann · Lena Hentschel · Timo Barthel | 432,15 |

## Klasyfikacja medalowa
*   Gospodarz ( Japonia)
| Miejsce | Reprezentacja     | Złoto | Srebro | Brąz | Razem |
| ------- | ----------------- | ----- | ------ | ---- | ----- |
| 1       | Chiny             | 12    | 4      | 3    | 19    |
| 2       | Australia         | 1     | 1      | 0    | 2     |
| 3       | Meksyk            | 0     | 4      | 2    | 6     |
| 4       | Wielka Brytania   | 0     | 3      | 0    | 3     |
| 5       | Ukraina           | 0     | 1      | 0    | 1     |
| 6       | Kanada            | 0     | 0      | 2    | 2     |
| 6       | Włochy            | 0     | 0      | 2    | 2     |
| 8       | Japonia*          | 0     | 0      | 1    | 1     |
| 8       | Stany Zjednoczone | 0     | 0      | 1    | 1     |
| 8       | Francja           | 0     | 0      | 1    | 1     |
| 8       | Niemcy            | 0     | 0      | 1    | 1     |
| Razem   | Razem             | 13    | 13     | 13   | 39    |